# De masticatione mortuorum in tumulis

Le De masticatione mortuorum in tumulis (La Mastication des morts dans leurs tombeaux) est un ouvrage écrit par le philosophe Michael Ranft en 1725 puis 1728. L'auteur enquête sur un cas de vampirisme supposé, celui de Peter Plogojowitz, à Kisolova, en Hongrie, et parle des morts qui dévorent dans leurs tombeaux le linge et de tout ce qui est à portée de leur bouche, jusqu'à leur chair, d'où la tradition d'employer des moyens de prévention pour les y empêcher : enterrer le mort à l'envers, déposer une grille ou une grande plaque sur le cadavre, placer un objet sous son menton (motte de terre, brique, pierre, pièce d'argent), attacher un foulard autour de sa tête.
La dissertation de Ranft constitue l'un des premiers traités de vampirologie.